# Topenanta

Topenanta

Topenanta (ang. topping lift) – lina podtrzymująca wolny koniec (nok) poziomych drzewc – bomu lub rei.
W ożaglowaniu bermudzkim
jest to lina olinowania ruchomego biegnąca od noku bomu do topu masztu, a stamtąd na pokład.  Bywa zastępowana przez teleskopowy obciągacz bomu, który spełnia jednocześnie funkcję topenanty i obciągacza.
W ożaglowaniu rejowym
topenanty występują parami stabilizując w poziomie reję. Biegną od noków zwykle do uchwytu pod bejfutem wyższej rei. Topenanty najwyższej rei biegną od noków zwykle nie do góry, a w dół. Krzyżują się więc z topenantami rei niższego piętra. Topenanty stałych rei oraz topenanty salingów zaliczane są do olinowania stałego.
Topenanty rei można wykorzystać do asekuracji załogi - jeżeli żeglarze mają wykonywać paradę rejową stojąc nie na pertach, a bezpośrednio na rejach.